# Pierre Lévy
Pierre Lévy (Tunisi, 1956) è un filosofo francese che studia l'impatto di Internet sulla società.

## Biografia
Allievo di Michel Serres e Cornelius Castoriadis alla Sorbona, specializzatosi a Montréal, studioso delle implicazioni culturali dell'informatizzazione, del mondo degli ipertesti, e degli effetti della globalizzazione, è titolare di una cattedra di intelligenza collettiva all'Università di Ottawa.

Pierre Lévy si interessa di computer e Internet, come strumenti per aumentare le capacità di cooperazione non solo della specie umana nel suo insieme, ma anche quelle di collettività come associazioni, imprese, gruppi locali, ecc. Egli sostiene che il fine più elevato di Internet è l'intelligenza collettiva, un concetto già introdotto da filosofi del passato e così definito in un'intervista: 
(Pierre Levy)

## Scritti di Pierre Lévy
- Lévy P., L'Œuvre de Warren McCulloch, in «Cahiers du CREA», 7, Paris 1986, pp. 211-255
- Id., Analyse de contenu des travaux du Biological Computer Laboratory (BCL), in «Cahiers du CREA», 8, Paris 1986, pp. 155-191.
- Id., La Machine Univers. Création, cognition et culture informatique, La Découverte, Paris 1987.
- Id., Les Technologies de l'intelligence. L'avenir de la pensée à l'ère informatique, La Découverte, Paris 1990, tr. it. Le tecnologie dell'intelligenza. L'avvenire del pensiero nell'era dell'informatica, ES/Synergon, Bologna 1992.
- Id., L'idéographie dynamique. Vers une imagination artificielle?, La Découverte, Paris 1991.
- Id., Authier M., Les Arbres de connaissances, La Découverte, Paris 1992, tr. it. Gli Alberi delle conoscenze. Educazione e gestione dinamica delle competenze, Feltrinelli, Milano, 2000.
- Id., Le cosmos pense en nous, in «Chimères», XIV, 1992, poi in Id., Chambat P. (a cura di), Les Nouveaux Outils de la pensée, Éditions Descartes, Paris 1992.
- Id., De la programmation considérée comme un des beaux-arts, La Découverte, Paris 1992.
- Id., L'Intelligence collective. Pour une anthropologie du cyberespace, La Découverte, Paris, 1994, tr. it. L'intelligenza collettiva. Per un'antropologia del cyberspazio, Feltrinelli, Milano 1996, 2002.
- Id., Qu'est-ce que le virtuel?, La Découverte, Paris 1995, tr. it. Il virtuale, Raffaello Cortina, Milano 1997.
- Id., L'intelligenza collettiva, Parigi-European IT Forum, intervista in «Mediamente», Rai Educational, 4.9.1995, https://web.archive.org/web/20130423001421/http://www.mediamente.rai.it/home/bibliote/intervis/l/levy.htm#link001.
- Id., Cyberculture. Rapport au Conseil de l'Europe dans le cadre du projet “Nouvelles technologie: coopération culturelle et communication”, Odile Jacob, Paris 1997, tr. it. Cybercultura. Gli usi sociali delle nuove tecnologie, Feltrinelli, Milano 1999, 2013.
- Id., Evoluzione del concetto di sapere nell'era telematica, intervista a «Mediamente», 7.3.1997, https://web.archive.org/web/20110813231631/http://www.mediamente.rai.it/home/bibliote/intervis/l/levy02.htm.
- Id., La comunicazione in rete? Universale e un po' marxista, intervista a «Mediamente», 20.11.1997, https://web.archive.org/web/20120601143647/http://www.mediamente.rai.it/home/bibliote/intervis/l/levy03.htm.
- Id., C’è un'intelligenza collettiva nel futuro dell'evoluzione umana, in «Telèma», estate-autunno 1999, 18, http://www.fub.it/telema/TELEMA18/Levy18.html[collegamento interrotto].
- Id., Labrosse D., Le Feu libérateur, Arléa, Paris 1999, tr. it. Il fuoco liberatore, Luca Sossella, Roma 2000.
- Id., World Philosophie: le marché, le cyberespace, la conscience, Odile Jacob, Paris 2000.
- Id., Cyberdémocratie. Essai de philosophie politique, Odile Jacob, Paris 2002, tr. it. Cyberdemocrazia. Saggio di filosofia politica, Mimesis, Milano 2008.
- Id., The Semantic Sphere 1. Computation, Cognition and the Information Economy, ISTE / Wiley, London and NY, 2011, 381 p.
- Id., To cyberdemocracy, relazione al Convegno Ciberdemocrazia o postdemocrazia?, organizzato nell'aprile del 2004 dall'Università di Roma “La Sapienza” e dalla McLuhan Fellows International, tr. it. Verso la ciberdemocrazia, in de Kerckhove D, Tursi A. (a cura di), Dopo la democrazia? Il potere e la sfera pubblica nell'epoca di internet, Apogeo, Milano 2006, pp. 3-23.
- Id., Société du savoir et développement humain, in P. Imbert (a cura di), Le Canada et la société des savoirs, CR Université d'Ottawa, Ottawa 2007, pp. 115-175.
- Id., Toward a Self-referential Collective Intelligence: Some Philosophical Background of the IEML Research Program, First International Conference, ICCCI 2009, Wroclaw (Poland) 10.2009, in N.N. Than, K. Ryszard, C. Shyi-Ming (a cura di), Computational Collective Intelligence, Semantic Web, Social Networks and Multi-agent Systems, Springer, Berlin-Heidelberg-NY 2009, pp. 22-35.
- Id., Algebraic Structure of IEML Semantic Space, CI Lab Technical Report, 2009, http://www.ieml.org/spip.php?article152 Archiviato il 22 luglio 2011 in Internet Archive.